# Sóviets Supremos de las repúblicas de la Unión Soviética
Sóviet Supremo (en ruso: Верховный Совет, Verjóvny Soviét) era el nombre que comúnmente se les daba a los órganos legislativos (parlamentos) de las Repúblicas Socialistas Soviéticas (RSS) en la Unión Soviética. 

## Características
Los sóviets supremos de las repúblicas estaban basados en el Sóviet Supremo de la Unión Soviética, fundado en 1938, y eran casi idénticos, aunque eran órganos unicamerales, a diferencia del Sóviet Supremo de la URSS. Los delegados aprobados para los Sóviets Supremos eran elegidos periódicamente cada cuatro años, mediante sufragio universal, sin oposición. La relación entre diputados y cantidad de población variaba en gran medida entre cada república constituyente, por ejemplo, en la RSS de Rusia la proporción era de un diputado por cada 150 000 habitantes, mientras que en los sóviets supremos de las repúblicas de Armenia, Tayikistán, Kirguistán y Turkmenistán, la proporción era mucho menor, de un diputado por solo 5000 habitantes.
Los sóviets se reunían con poca frecuencia (a menudo solo dos veces por año durante varios días) en la capital de su respectiva república, y elegían al Presídium, un órgano permanente, para actuar en su nombre mientras el sóviet no estaba en sesión. Estos se encargaban de interpretar, crear y modificar las leyes, así como convocar las sesiones del Sóviet Supremo. Los Sóviets Supremos también elegían al Consejo de Ministros, un órgano ejecutivo. Después de la disolución de la Unión Soviética a finales de diciembre de 1991, cada uno de estos sóviets se convirtieron en las legislaturas de los países independientes.

## Sóviets supremos de las repúblicas soviéticas
| República soviética | República soviética | Sóviet Supremo (nombre en español)       | Sóviet Supremo (nombre local)       |
| ------------------- | ------------------- | ---------------------------------------- | ----------------------------------- |
|                     | RSS de Armenia      | Sóviet Supremo de la RSS de Armenia      | Հայկական ՍՍՀ Գերագույն Խորհուրդ     |
|                     | RSS de Azerbaiyán   | Sóviet Supremo de la RSS de Azerbaiyán   | Азәрбаjҹан ССР Али Совети           |
|                     | RSS de Bielorrusia  | Sóviet Supremo de la RSS de Bielorrusia  | Вярхоўны Савет Беларускай ССР       |
|                     | RSS de Estonia      | Sóviet Supremo de la RSS de Estonia      | Eesti NSV Ülemnõukogu               |
|                     | RSS de Georgia      | Sóviet Supremo de la RSS de Georgia      | უზენაესი საბჭო                      |
|                     | RSS de Kazajistán   | Sóviet Supremo de la RSS de Kazajistán   | Қазақ КСР-нiң Жоғарғы Кеңесi        |
|                     | RSS de Kirguistán   | Sóviet Supremo de la RSS de Kirguistán   | Кыргыз ССР Жогорку Совети           |
|                     | RSS de Letonia      | Sóviet Supremo de la RSS de Letonia      | Latvijas PSR Augstākā Padome        |
|                     | RSS de Lituania     | Sóviet Supremo de la RSS de Lituania     | Lietuvos TSR Aukščiausioji Taryba   |
|                     | RSS de Moldavia     | Sóviet Supremo de la RSS de Moldavia     | Совиетул Супрем ал РСС Молдовеняскэ |
|                     | RSFS de Rusia       | Sóviet Supremo de la RSFS de Rusia       | Верховный Совет РСФСР               |
|                     | RSS de Tayikistán   | Sóviet Supremo de la RSS de Tayikistán   | Совети Олӣ РСС Тоҷикистон           |
|                     | RSS de Turkmenistán | Sóviet Supremo de la RSS de Turkmenistán | Түркменистан ССР Ёкары Советы       |
|                     | RSS de Ucrania      | Sóviet Supremo de la RSS de Ucrania      | Верховна Рада Української РСР       |
|                     | RSS de Uzbekistán   | Sóviet Supremo de la RSS de Uzbekistán   | Ўзбекистон ССР Олий Совети          |